# Stadion De Kraal
Stadion De Kraal – stadion piłkarski w Venlo, w Holandii. Do 1972 roku swoje spotkania rozgrywali na nim piłkarze klubu VVV Venlo.
Stadion De Kraal był wykorzystywany przez piłkarzy klubu VVV Venlo od początków XX wieku. Pod koniec II wojny światowej uległ zniszczeniom, po wojnie został odbudowany. W 1972 roku piłkarze VVV Venlo przenieśli się na położony niedaleko, nowo wybudowany stadion De Koel. W 1980 roku spłonęła drewniana trybuna na stadionie De Kraal. Pozostałe trybuny obiektu (mogącego dawniej pomieścić do 18 000 widzów) z czasem wyniszczały i zarosły dziką roślinnością, boisko stadionu wciąż jednak wykorzystywane jest do celów treningowych.